# كريل مجاور
ايفوزي مجاور أو كريل مجاور (الاسم العلمي:Thysanoessa vicina) هو نوع من الحيوانات البحرية يتبع جنس ايفوزي مهدب من فصيلة الايفوزية.